# Edie Brickell & New Bohemians
Edie Brickell & New Bohemians er et alternativ rock-jam-band, der opstod i Dallas, Texas, i midten af 1980'erne. Bandet er kendt for deres 1988-hit "What I Am" fra albummet Shooting Rubberbands at the Stars. Deres musik indeholder elementer af rock, folk, blues og jazz. Efter udgivelsen af deres andet album Ghost of a Dog i 1990 forlod forsangeren Edie Brickell bandet og giftede sig med singer-songwriteren Paul Simon. I 2006 lancerede hun og bandet et nyt websted og udgav et nyt album, Stranger Things.

## Tidlige historie
Bandet New Bohemians havde kun tre medlemmer, da det blev grundlagt i de tidlige 1980'erne, og opbyggede erfaring ved at spille koncerter i Deep Ellum-kvarteret i downtown Dallas, Texas. Det oprindelige line-up havde Brad Houser på vibraslap, Eric Presswood på guitar og Brandon Aly på trommer.
Trommeslager Aly, guitarist Kenny Withrow og percussionist John Bush gik på den samme high school for kunstneriske talenter i Dallas ved navn Booker T. Washington High School for Performing and Visual Arts. Sangerinden Edie Brickell gik på samme skole, men de andre medlemmer lærte hende først at kende senere. Houser har udtalt, at Edie blev optaget på skolen mhp. at studere billedkunst. Houser gik på Hillcrest High School og boede i samme kvarter som de andre. Han spillede i forskellige lokale bands såsom The Knobs, som også havde Kenny som medlem, og var også med i Munch Puppies.
Resten af kernemedlemmerne kom med i 1985. Edie blev forsanger som følge af en opfordring til at slutte sig til bandet på scenen under en optræden. Kort tid efter deres første optræden blev en lokal agent, der bookede bands på Rick's Casablanca, bedt om at komme og høre bandet. Bandet underskrev derefter en seks-måneders managementkontrakt, som medførte en række bedre lønnede koncerter hos Rick's. Da de seks måneder var omme, begyndte bandet at spille regelmæssigt i Deep Ellum. Da Presswood forlod bandet, kom Kenny Withrow med som guitarist og spillede i juli 1985 sin første koncert på Starck Club i Dallas. John Bush kom med på slagtøj i september samme år. Hans første optræden med bandet var den 12. september 1985 på Poor David's Pub i Dallas, hvor bandet varmede op for Bo Diddley.
"New Bos" blev en lokal favorit, som pakkede fans ind på nu berømte Deep Ellum-spillesteder såsom Theatre Gallery, 500 Cafe og Club Dada. De opstrådte også regelmæssigt ved det årlige Fry Street Fair på University of North Texas' campus i Denton, Texas. I denne periode blev Edies navn ikke brugt som en del af bandets navn.
Bandets debutalbum, Shooting Rubberbands at the Stars, viste sig at blive en kommerciel succes og indeholdt bl.a. det amerikanske top 10-hit "What I Am". Deres andet album, Ghost of a Dog, blev dog knapt så stor en succes. Kort efter albummets udgivelse gik New Bohemians i opløsning.

## Seneste aktivitet
I de senere år har New Bohemians både udgivet opsamlinger og et livealbum samt indspillet nyt materiale. I midten af 1990'erne blev Brickell, Bush og Withrow genforenet under navnet The Slip. I 2006 fandt de nuværende medlemmer sammen for at indspille og turnere med albummet Stranger Things.
Carter Albrecht blev dræbt af skud i Dallas 3. september 2007.
Bandets sang "Circle" har optrådt i afsnit af Cold Case, Ugly Betty og Wet Hot American Summer: 10 Years Later, og i 2013 udgav poppunkbandet Bowling for Soup en coverversion af den på albummet Lunch. Drunk. Love.
I oktober 2014 spillede bandet live på North Oak Cliff Music Festival med det nuværende line-up samt keyboardspiller og multiinstrumentalist Matt Hubbard.
I april 2017 blev bandet igen genforenet ved tre koncerter i Kessler Theatre i Oak Cliff.
Den 19. februar 2021 udgav bandet sit andet album siden genforeningen med titlen Hunter and the Dog Star.

## Medlemmer

### Nuværende medlemmer
- Brandon Aly – trommer
- Edie Brickell – vokal, guitar
- John Walter Bush – percussion
- John Bradley Houser – basguitar, træblæsere
- Kenneth Neil Withrow – guitar

### Tidligere medlemmer
- Carter Albrecht – keyboards, elektrisk guitar, mundharmonika, vokal (død 2007)
- Wes Burt-Martin – guitar
- Matt Chamberlain – trommer
- Eric Presswood – guitar
- Chris Wheatley – keyboards
- Chris Whitten – trommer
- Paul "Wix" Wickens – keyboards

## Diskografi

### Albums
| 1988                                                                                          | Shooting Rubberbands at the Stars | 4   | 31  | 12 | 29 | 33 | 10 | 25 | - USA: 2×Platin - UK: Guld |
| 1990                                                                                          | Ghost of a Dog                    | 32  | 148 | —  | —  | —  | —  | 63 |                            |
| 1999                                                                                          | The Live Montauk Sessions         | —   | —   | —  | —  | —  | —  | —  |                            |
| 2006                                                                                          | Stranger Things                   | —   | —   | —  | —  | —  | —  | —  |                            |
| 2018                                                                                          | <i id="mw4w">Rocket</i>           | 194 | —   | —  | —  | —  | —  | —  |                            |
| 2021                                                                                          | Hunter and the Dog Star           | —   | —   | —  | —  | —  | —  | —  |                            |
| "—" angiver udgivelser, der ikke var på listen eller ikke blev udgivet i det pågældende land. |                                   |     |     |    |    |    |    |    |                            |

| År                                                                                            | Sang                         | US Hot 100 | US Mod | US Main | AUS | BEL (Fla) | GER | IRE | NED | NZ | UK | Album                                 |
| --------------------------------------------------------------------------------------------- | ---------------------------- | ---------- | ------ | ------- | --- | --------- | --- | --- | --- | -- | -- | ------------------------------------- |
| 1988                                                                                          | "What I Am"                  | 7          | 4      | 9       | 18  | —         | —   | 23  | —   | 11 | 31 | Shooting Rubberbands at the Stars     |
| 1989                                                                                          | "Circle"                     | 48         | —      | 32      | 80  | 29        | 68  | —   | 39  | —  | 74 | Shooting Rubberbands at the Stars     |
| 1989                                                                                          | "Little Miss S."             | —          | 14     | 38      | —   | —         | —   | —   | —   | —  | —  | Shooting Rubberbands at the Stars     |
| 1989                                                                                          | "Love Like We Do"            | —          | —      | —       | —   | —         | —   | —   | —   | —  | —  | Shooting Rubberbands at the Stars     |
| 1990                                                                                          | "A Hard Rain's a-Gonna Fall" | —          | 21     | 28      | 85  | —         | —   | —   | —   | —  | 83 | Born on the Fourth of July soundtrack |
| 1990                                                                                          | "Mama Help Me"               | —          | 17     | 26      | 165 | —         | —   | —   | —   | —  | —  | Ghost of a Dog                        |
| 1991                                                                                          | "Black & Blue"               | —          | —      | —       | —   | —         | —   | —   | —   | —  | —  | Ghost of a Dog                        |
| 2006                                                                                          | "One Last Time"              | —          | —      | —       | —   | —         | —   | —   | —   | —  | —  | Stranger Things                       |
| 2018                                                                                          | "What Makes You Happy"       | —          | —      | —       | —   | —         | —   | —   | —   | —  | —  | Rocket                                |
| 2018                                                                                          | "Tell Me"                    | —          | —      | —       | —   | —         | —   | —   | —   | —  | —  | Rocket                                |
| 2020                                                                                          | "My Power"                   | —          | —      | —       | —   | —         | —   | —   | —   | —  | —  | Hunter and the Dog Star               |
| "—" angiver udgivelser, der ikke var på listen eller ikke blev udgivet i det pågældende land. |                              |            |        |         |     |           |     |     |     |    |    |                                       |

| År   | Priser                           | Work                         | Kategori                    | Resultat  |
| ---- | -------------------------------- | ---------------------------- | --------------------------- | --------- |
| 1988 | Billboard Music Awards           | "What I Am"                  | Top Modern Rock Track       | Nomineret |
| 1989 | International Rock Awards        | Themselves                   | Newcomer of the Year        | Nomineret |
| 1989 | Pollstar Concert Industry Awards | Tour                         | Small Hall Tour of the Year | Nomineret |
| 1989 | Pollstar Concert Industry Awards | Tour                         | Best Debut Tour             | Nomineret |
| 1989 | MTV Video Music Awards           | "What I Am"                  | Best New Artist             | Nomineret |
| 1990 | ASCAP Pop Music Awards           | "What I Am"                  | Most Performed Song         | Vundet    |
| 1990 | MTV Video Music Awards           | "A Hard Rain's a-Gonna Fall" | Best Video from a Film      | Nomineret |
| 1991 | MTV Video Music Awards           | "Mama Help Me"               | Best Art Direction          | Nomineret |

## Eksterne links
- Brandon Alys officielle hjemmeside
- John Bushs officielle hjemmeside Arkiveret 1. august 2015 hos  Wayback Machine
- New Bohemians Live Music Archive på archive.org
- What They Were - Artikel fra Dallas Observer, 1998
- History of Deep Ellum – Dallas Observer, 1999